# 3890 Bunin
3890 Bunin (1976 YU5) là một tiểu hành tinh vành đai chính được phát hiện ngày 18 tháng 12 năm 1976 bởi Chernykh, L. ở Nauchnyj.